# HK Ceres Norrtälje
HK Ceres Norrtälje är en handbollsklubb från Norrtälje i Sverige. Klubben grundades 1965 och tillhör förbundet Handboll Öst.
Laget spelar i blåa tröjor och svarta byxor (vita tröjor borta) och hemmaplan är Norrtälje Sportcentrum.